# Dieter Roß
Dieter Roß (* 1. März 1936 in Königsberg; † 27. November 2022) war ein deutscher Kommunikationswissenschaftler.

## Leben
Nach der Promotion (Tendenzen der deutschen Österreich-Politik 1933–1934. Eine Untersuchung zur frühen nationalsozialistischen Außenpolitik) 1966 in Hamburg lehrte er von 1983 bis 2000 als Professor (C3) für Angewandte Kommunikationswissenschaft an der Universität Hamburg.